# Stormy Daniels

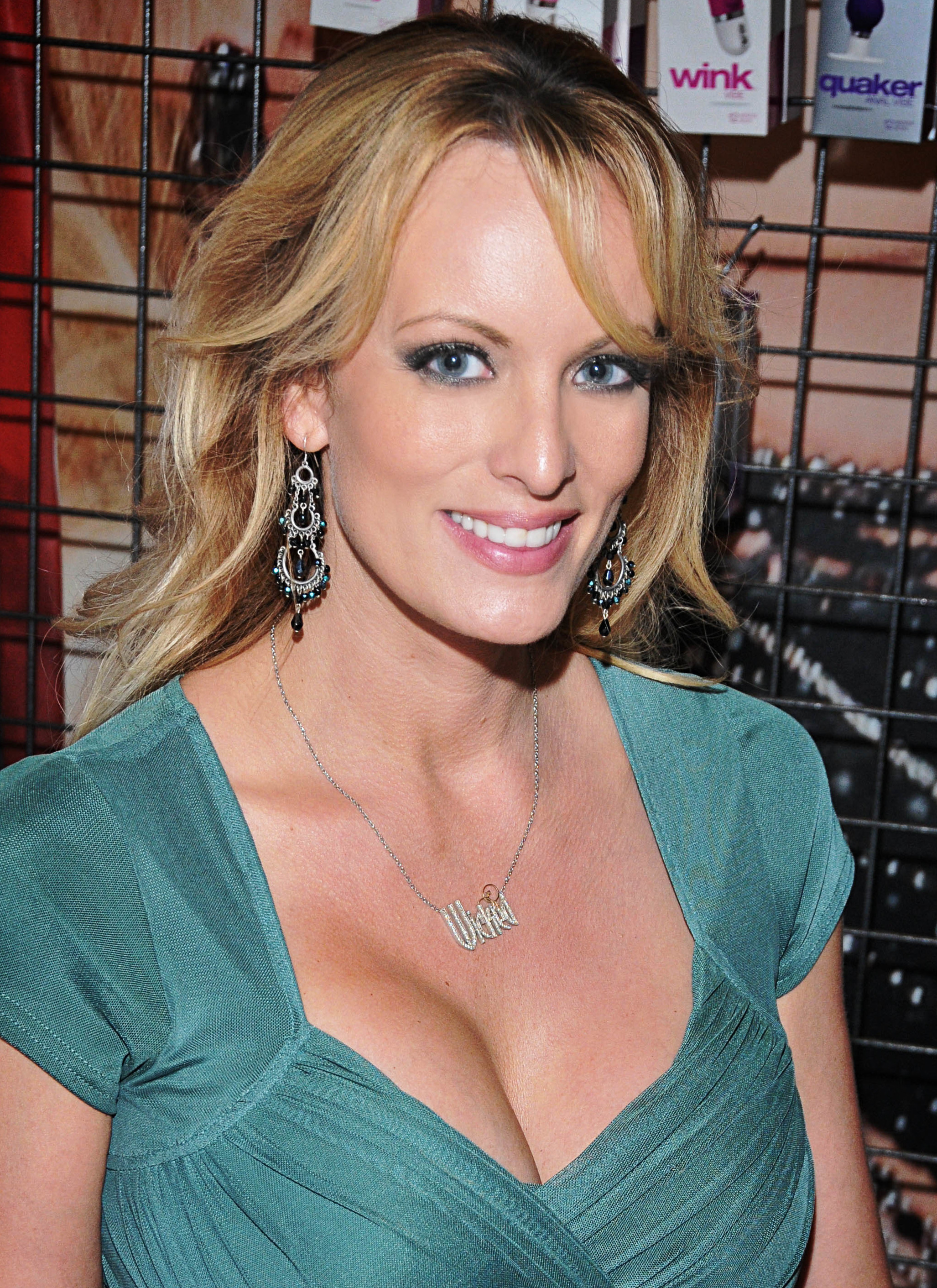
Stormy Daniels, 2015

Stormy Daniels, auch Stormy Waters (* 17. März 1979 in Baton Rouge, Louisiana; bürgerlich Stephanie Gregory Clifford), ist eine US-amerikanische Pornodarstellerin und Pornofilmregisseurin. Im Laufe ihrer Karriere wurde Daniels vor allem als Regisseurin, seltener als Darstellerin tätig und zu einer der bekanntesten Regisseurinnen der Pornobranche. Für beide Tätigkeiten erhielt sie diverse Auszeichnungen, darunter je einen XRCO Award und einen XBIZ Award sowie vier weitere Preise als Beste Regisseurin. Außerdem wurde sie unter anderem mehrfach für ihre schauspielerischen Fähigkeiten und bei allen bedeutenden Preisverleihungen der Branche für ihr gesellschaftliches Auftreten fünfmal als Crossover- bzw. Mainstream-Darstellerin des Jahres sowie mit je einem Preis für ihr Engagement gegen Kinderpornografie und für die Aufwertung der Branche ausgezeichnet. Seit 2014 ist sie Mitglied der Hall of Fames von AVN und XRCO, seit 2007 derjenigen von NightMoves. Durch ihre angebliche Affäre mit Donald Trump wurde sie 2018 auch außerhalb der Pornobranche bekannt.

## Leben
Daniels hat irische und Cherokee-Vorfahren und wuchs in ihrem Geburtsort Baton Rouge (Louisiana) unter dem bürgerlichen Namen Stephanie Clifford auf.
Ihre Eltern ließen sich scheiden, als sie vier Jahre alt war. Sie wuchs bei ihrer Mutter auf und soll von einer Karriere als Journalistin geträumt haben, die Familie konnte sich aber eine teure Ausbildung nicht leisten. Bevor Daniels ihre Tätigkeit als Pornodarstellerin aufnahm, arbeitete sie drei Jahre als Erotiktänzerin im Gold Club in Baton Rouge. Als Tänzerin gewann sie 2001 und 2002 die Goldmedaille bei den Gold G-String Awards. Nachdem sie genug verdient hatte, ließ sie ihre Brüste vergrößern. Sie arbeitete als Model für Männermagazine, zog im Mai 2002 nach Los Angeles und unterschrieb im September 2002 einen Exklusivvertrag bei Wicked Pictures und entwickelte sich zu einem der kreativen Köpfe des Studios.
Daniels hatte ihre erste Szene und Hauptrolle in Heat zusammen mit dem Darsteller und Regisseur Brad Armstrong. Sie gewann 2004 bei den AVN Awards die Auszeichnung Best New Starlet. Bekannte Filme mit Daniels sind der preisgekrönte Science-Fiction-Porno Space Nuts, Island Fever 2, Beautiful sowie Camp Cuddly Pines Powertool Massacre. Neben Pornofilmen für Wicked Pictures war Daniels auch in mehreren Playboy-Fernsehproduktionen zu sehen.

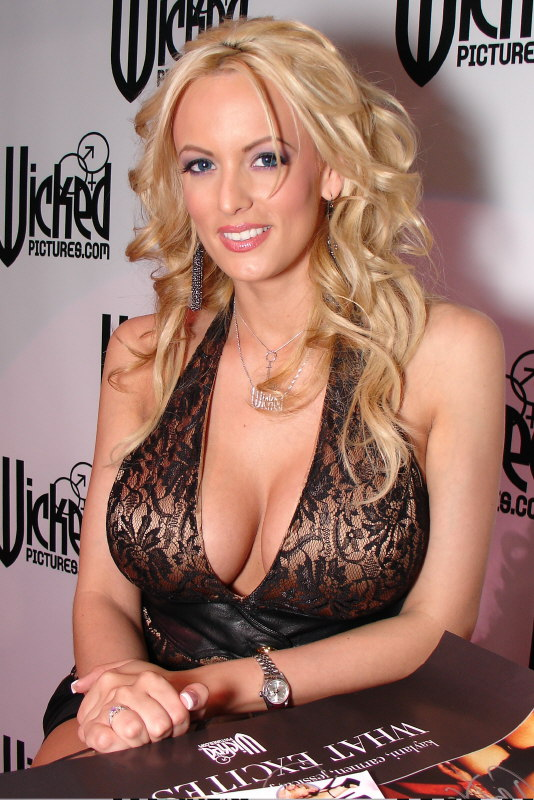
Stormy Daniels, 2007

2007 führte sie Regie bei der Big-Budget-Action-Porn-Comedy Operation: Desert Stormy, in der sie selbst die weibliche Hauptrolle spielte. Sie spielte einen Lap dancer in Beim ersten Mal, an der Seite von Nautica Thorn. 2007 spielte sie in der Fernsehserie Dirt eine Stripperin. Im August 2007 war sie in dem Musikvideo Wake Up Call von Maroon 5 als Polizistin, die den Lead-Sänger der Band gefangen nimmt, zu sehen. Daniels wurde in der August-Ausgabe 2008 des Porno-Magazins Genesis auf Platz 1 im „Porn’s Hot 100“-Ranking von Pornodarstellern gelistet.
2010 spielte sie an der Seite von Rob Van Dam und Dave Bautista in dem Actionfilm Wrong Side of Town mit. Ebenfalls 2010 führte sie Regie bei dem Pornospielfilm „The Honeymoon“ mit Alektra Blue in der Hauptrolle, wie auch 2011 bei dem Pornospielfilm Heart Strings der Reihe Wicked Passions mit Brooklyn Lee und Michael Vegas in den Hauptrollen. 2012 führte sie Regie und spielte die weibliche Hauptrolle in dem Pornospielfilm „Blow“, einer Pornoadaption des umstrittenen Drogenfilms Blow. Im selben Jahr führte sie Regie beim Pornospielfilm „Snatched“, in dem sie und Kaylani Lei die weiblichen Hauptrollen spielten. Regie führte sie ebenfalls 2013 bei dem Pornospielfilm Wanderlust mit Rilynn Rae in der Hauptrolle und 2015 bei dem Film Wanted, in dem sie auch eine Schauspielrolle übernahm.
Seit Februar 2018 hat sie einen Exklusivvertrag mit Digital Playground.
Daniels war von 2003 bis 2005 mit dem Pornodarsteller und Regisseur Pat Myne und von 2007 bis 2009 mit Michael Mosny (Darstellername Mike Moz) verheiratet. Von 2010 bis 2018 war sie mit dem Pornodarsteller Glendon Crain (Darstellername Brendon Miller) verheiratet. Das Paar hat eine im Januar 2011 geborene Tochter. Seit 2022 ist Daniels mit dem Pornodarsteller Barrett Blade verheiratet.

## Affäre mit Donald Trump
Laut einem Bericht des Wall Street Journal soll Daniels 2006, kurz nachdem Melania Trump am 20. März ihren Sohn Barron geboren hatte, eine sexuelle Beziehung mit Donald Trump gehabt haben. Obgleich Trump jegliche Beziehung zu Daniels bestritt, soll Trumps Anwalt Michael Cohen kurz vor der Präsidentschaftswahl am 8. November 2016 mit ihr ein Schweigegeld in Höhe von 130.000 US-Dollar vereinbart haben, um Veröffentlichungen darüber zu verhindern.
Das Weiße Haus ließ dazu mitteilen, dies seien Geschichten, die bereits vor der Wahl entschieden dementiert worden seien. Rechtsanwalt Cohen sagte am 13. Februar 2018, er habe 130.000 Dollar aus eigenen Mitteln an Stormy Daniels gezahlt.

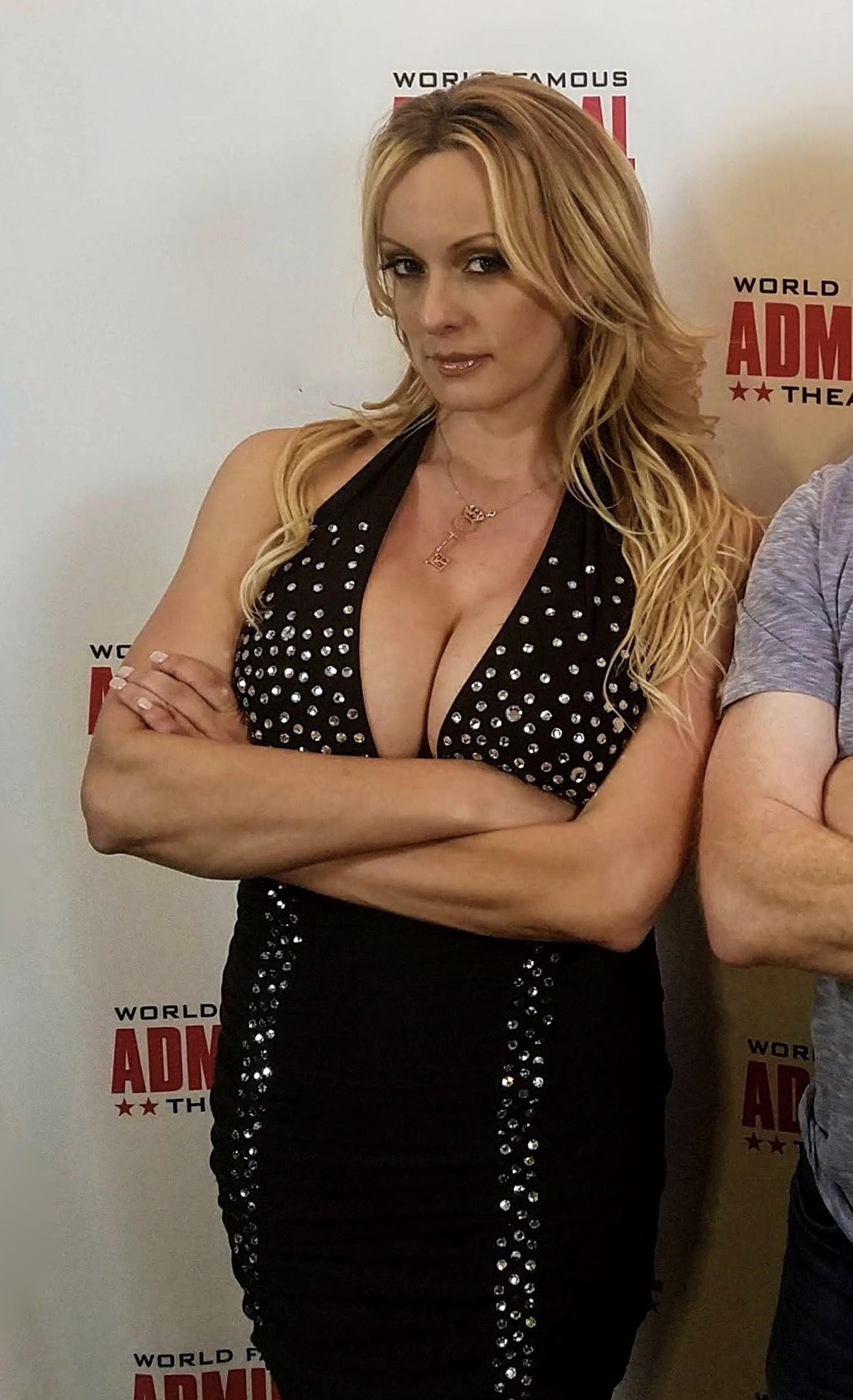
Stormy Daniels, 2018

Am 6. März 2018 reichte Daniels mit ihrem Anwalt Michael Avenatti eine Klage gegen Trump ein. Sie wollte den Gerichtsunterlagen zufolge erreichen, dass eine mit Trump geschlossene Vertraulichkeitsvereinbarung für ungültig erklärt wird. Die Sprecherin des Weißen Hauses, Sarah Sanders, dementierte im Namen Trumps sowohl die Affäre als auch die Zahlung eines Schweigegeldes. Auch Karen McDougal, ein ehemaliges Playboy-Model, klagt gegen einen Schweige-Deal, der es ihr verbietet, öffentlich über ihre angebliche Affäre mit Trump zu sprechen. In einem Interview der CBS-Sendung 60 Minutes erläuterte Daniels am 25. März 2018, sie habe im Januar 2006 nach einem Golfturnier einmal Sex mit Trump in dessen Hotelzimmer gehabt. Am 8. April 2018 durchsuchte das FBI die Räumlichkeiten des langjährigen Vertrauensanwalts Trumps, Michael Cohen, in diesem Zusammenhang. Die Durchsuchung wurde vom stellvertretenden Justizminister Rod Rosenstein genehmigt, während der zuständige Bundesanwalt für den südlichen Bezirk New Yorks, Geoffrey Berman, sich als befangen aus der Untersuchung zurückgezogen hatte.
Am 2. Mai 2018 räumte Trumps neuer Anwalt Rudy Giuliani in einer live übertragenen abendlichen Fox TV-Sendung von Sean Hannity ein, dass Trump Cohen die 130.000 US-Dollar erstattet habe; Trump bestätigte dies am nächsten Morgen in einem Tweet. Für ihr Engagement und ihren Mut wurde Daniels am 23. Mai 2018 durch Bürgermeister John D. Duran in West Hollywood ausgezeichnet.
Ebenfalls 2018 wurde bekannt, dass sie eine Verleumdungsklage gegen Trump verloren hatte und dafür Gebühren in sechsstelliger Höhe fällig wurden; daraufhin brach die Spendenbereitschaft ihrer Unterstützer ein. Außerdem fand sie heraus, dass ihr Anwalt sie bestohlen hatte; Daniels trennte sich von Michael Avenatti und klagte gegen ihn. Dieser wurde im Februar 2022 in einem Prozess wegen Identitätsdiebstahls und Betruges (wire fraud) verurteilt. Eine Jury hatte ihn für schuldig erklärt, weil er seiner Mandantin Daniels Tantiemenzahlungen in Höhe von knapp 300.000 Dollar unterschlagen hatte.
Ende Mai 2024 wurde Trump in einem Strafprozess in New York von einer Jury für schuldig befunden, er habe Schweigegeldzahlungen an Stormy Daniels unrechtmäßig verbucht, um damit auf illegale Weise andere Gesetzesverstöße zu verschleiern.

## Filmographie (Auswahl)
- 2002: Hell on High Heels
- 2002: Band Camp
- 2002: Falling From Grace
- 2003: Island Fever 2
- 2003: Space Nuts
- 2003: Schneewittchen und das Flittchen (Beautiful)
- 2005: Camp Cuddly Pines Powertool Massacre
- 2005: Eternity
- 2006: The Predator
- 2006: Taken
- 2006: Forbidden
- 2007: Operation Desert Stormy
- 2007: The One
- 2007: Last Night
- 2007: The Muse
- 2007: The Predator 2
- 2008: The Wicked
- 2008: Bound
- 2008: The Price of Lust
- 2008: The Predator 3
- 2008: Reinvented
- 2009: Operation: Tropical Stormy
- 2009: The Lifestyle
- 2009: Model Behavior
- 2009: Tormented
- 2009: What Went Wrong
- 2009: Sex Lies & Spies
- 2009: Partly Stormy
- 2010: Sex Therapy
- 2010: Whatever It Takes
- 2010: Life of Riley
- 2010: The Chatroom
- 2011: The Escort
- 2011: The Fate of Love
- 2011: Sex, Love & Countrystars
- 2012: BLOW
- 2012: Perfect Partner
- 2012: Immortal Love
- 2012: Snatched
- 2012: First Crush
- 2013: Switch
- 2013: Divorcees
- 2013: Rebound
- 2013: Change of Heart
- 2014: At First Sight
- 2014: Nothin’ but Trouble
- 2015: Wanted
- 2016: Madam
- 2016: Sexbots: Programmed For Pleasure
- 2017: Unbridled
- 2017: Vendetta
- 2018: Stormy's Secret
- 2018: Stormy's Secret (II)
- 2020: Best Friends Scene 1
- 2022: Cancun Hookup
- 2022: London Hookup
- 2022: Marcus London in London
- 2022: RV Masturbation
- 2022: Sex with Missy K London
- 2022: Stormy and Barrett Hardcore Shower Scene
- 2022: Stormy and Keiran Lee Anal Scene
- 2022: Stormy Daniels Las Vegas Solo
- 2022: Two Girls, One Backstage Pass
- 2023: Public Sex
- 2022: Vegas BJ
- 2022: Vegas Sex
- 2023: Sex with Seth Gamble
- 2023: Stormy Home BJ

## Auszeichnungen
- 2004: AVN Award Best New Starlet
- 2006: AVN Award: Best Supporting Actress – Video in Camp Cuddly Pines Powertool Massacre[29]
- 2006: AVN Award: Best Screenplay in Camp Cuddly Pines Powertool Massacre[29]
- 2006: XRCO Award for Mainstream Adult Media Favorite
- 2006: F.A.M.E. Award for Favorite Adult Actor
- 2006: F.A.M.E. Award for Favorite Breasts[30]
- 2007: F.A.M.E. Award for Favorite Breasts[31]
- 2007: AVN Award: Contract Star of the Year
- 2007: AEBN VOD Award: Performer of the Year[32]
- 2008: AVN Award The Jenna Jameson Crossover Star of the Year[33]
- 2008: XRCO Award Best Director (Features) (tie)
- 2008: XRCO Award Mainstream Adult Media Favorite
- 2008: F.A.M.E. Award: Favorite Director[34]
- 2009: XBIZ Award ASACP Service Recognition Award[35]
- 2014: AVN Hall of Fame[36]
- 2014: XRCO Hall of Fame[37]
- 2016: XBIZ Award – Director of the Year – Feature Release für den Film Wanted[38]
- 2018: Stadtschlüssel The City of West Hollywood
- 2019: AVN Award Mainstream Star of the Year
- 2019: XBIZ Award Crossover Star of the Year
- 2020: AVN Award Mainstream Venture of the Year